# Джеффрис, Фрэн
Фрэн Дже́ффрис (англ. Fran Jeffries; 18 мая 1937, Сан-Хосе — 15 декабря 2016, Лос-Анджелес) — американская певица, актриса и модель, популярная в 1960-е — начале 1970-х годов. 

## Биография
Прежде всего известна своей эпизодической ролью «кузины из Греции» в фильме 1963 года «Розовая пантера», где под зажигательный танец Фрэн Джеффис исполнила на итальянском песню Генри Манчини «Meglio Stasera». Дважды снялась для журнала Playboy: в 35 и 45 лет.
Трижды была замужем. Имела дочь Стефани от брака с певцом Диком Хеймсом.

## Фильмография
- Флибустьер (1958)
- Розовая пантера (1963)
- Секс и незамужняя девушка (1964)
- Каникулы в гареме (1965)
- Талант любить (1969)
- Женщина-полицейский (1976)